# 李端嫻
李端嫻（英文名：Veronica Lee，樂迷及行內人多暱稱她為Veegay，1968年—）香港音樂人，畢業於香港中文大學音樂系，1993年獲香港演藝學院音響工程文憑，曾加入香港唐樓錄音室工作，成為香港少數女音響工程師之一。1999年成為全職唱片製作人及混音師，是香港獨立音樂廠牌人山人海的主要成員。
李端嫻曾與人山人海另一位成員亞里安組成二人電子組合「Minimal」，2002年與台灣音樂人陳珊妮及詩畫家可樂王組成「拜金小姐」，拜金小姐更憑《拜金小姐（2005）》專輯獲得第17屆「金曲獎」最佳演唱組合獎。2003年與王雙駿，英師傅，何秉舜和黃偉文音樂人合組「青山大樂隊」，即歌手何韻詩的音樂班底。
2015年，李端嫻和盧凱彤憑電影《那夜凌晨，我坐上了旺角開往大埔的紅VAN》，獲第34屆香港電影金像獎「最佳原創電影音樂」獎。
2016年，與王若琪組成日月系，擔任制作人。

## 音樂創作
李端嫻曾為黃耀明，at17、何韻詩監製多張專輯及多次擔任at17音樂會的監製。另外亦有為電影創作配樂及參與音樂劇場的音樂創作。

### 1994年
|                             |  |
| - 李婉華 - 驚情四百年（編） |  |

### 1995年
|                                                |                                                                                |
| - 黃耀明 - 天國近了（曲、編）（以Minimal名義） | - 黃耀明 - 萬福馬利亞（曲、編）（以Minimal名義） - 容祖儿 - 第一次我想醉（監） |

### 1996年
|                                                                     |                                                    |
| - 莫文蔚 - 老地方（編） - 彭 羚 - 晚安曲（曲、編）（以Minimal名義） | - 黃耀明 - 夏娃的第八天（曲、編）（以Minimal名義） |

### 1997年
| | |
| - 李克勤 - 菜湯（編）（以Minimal名義） - 黃耀明 - 輪流轉（監） - 黃耀明 - 最後一夜（監） - 黃耀明 - 味道（監） - 黃耀明 - 狂潮（監） - 黃耀明 - 情人的關懷（編、監） - 黃耀明 - 你沒有好結果（監） - 黃耀明 - 容易受傷的女人（監） | - 黃耀明 - 勇敢的中國人（監） - 黃耀明 - 血染的風采（監） - 黃耀明 - 人山人海（曲、編、監）（以人山人海名義） - 黃耀明 - 友情歲月（編、監） - 黃耀明 - 情深說話未曾講（監） - 楊千嬅 - 二人前（編） - 譚詠麟 - 捨不得你（編）（以Minimal名義） |

### 1998年
| |                                                                            |
| - 陳奕迅 - 兩種講法（編、監） - 黃耀明 - 我要環遊世界（編）（以Minimal名義） - 黃耀明、老狼 - 來（編）（以Minimal名義） | - 楊千嬅 - 8步半（編） - 楊千嬅 - 洋蔥（編） - 盧巧音 - 接收現實（曲、編） |

### 1999年
| | |
| - 莫文蔚 - 雙城故事（編、監）（以Minimal名義） - 莫文蔚 - 我想愛（監） - 陳曉東 - 信到不相信（編） - 彭羚 - 情像外衣（編）（以Minimal名義） - 彭羚 - 隨身聽（曲、編） - 彭羚 - 心繼續跳（監） - 彭羚、盧巧音 - 多謝芭比（編） | - 黃耀明 - 剎那天地（編） - 黃耀明 - 錯蕩（編） - 楊乃文 - 固執（編）（以Minimal名義） - 鄭秀文 - 真命天子（編）（以Minimal名義） - 盧巧音 - 你太好（編）（以Minimal名義） - 盧巧音 - 我愛廚房（曲、編） - 盧巧音、脫拉庫 - La La La（編）（以Minimal名義） |

### 2000年
| | |
| - 陳珊妮 - 你太好看（編）（以Minimal名義） - 陳珊妮 - 電車上的情侶（編）（以Minimal名義） - 陳珊妮 - 完美（編）（以Minimal名義） - 陳珊妮 - 緩慢（編）（以Minimal名義） - 陳珊妮 - 幻覺（編）（以Minimal名義） - 陳珊妮 - 呻吟（編）（以Minimal名義） - 陳珊妮 - 6月29日（編）（以Minimal名義） - 陳珊妮 - 等待（編）（以Minimal名義） - 陳珊妮 - 紅眼睛（編）（以Minimal名義） - 陳珊妮 - 你在煩惱什麼呢？親愛的（編）（以Minimal名義） - 彭羚 - 手提巴黎（編、監）（編以Minimal名義） | - 彭羚 - 翻風（曲、編、監）（曲、編以Minimal名義） - 彭羚、黃耀明 - 漩渦（監） - 黃耀明 - 美麗在心頭（曲、監） - 黃耀明 - 填充（編、監） - 黃耀明 - 愛的教育（編、監） - 黃耀明 - 光天化日（曲、編、監）（以Minimal名義） - 黃耀明 - 深藍色（編、監）（以Minimal名義） - 蔡琴 - 第一次青春（曲） - 鄭秀文 - 請付入場費（編） - 藍心湄 - 情歌卡拉OK（編）（以Minimal名義，與脫拉庫合作） - 藍心湄、洪偉傑 - 放電（編）（以Minimal名義） |

### 2001年
| | |
| - 丁菲飛 - 購物天堂（編、監）（與黃耀明、逸堯共同監製） - 何韻詩 - 無賴（編） - 陳奕迅 - 熱帶雨林（編） - 陳慧珊 - 水造了我（編） | - 彭羚 - 我要一場百老匯（編、監）（編以Minimal名義） - 彭羚 - 眾裡尋他（編、監） - 謝霆鋒 - 黑夜馬戲團（編） - 謝霆鋒 - 慌（編） |

### 2002年
| | |
| - at17 - The Best Is Yet To Come（編、監） - at17 - 我愛班房（監） - at17 - 他和她的事情（監） - at17 - At Seventeen（監） - at17 - 你有自己一套（編、監） - at17 - Meow Meow Meow（監） - at17 - 唱歌（監） - at17 - 我愛班房（Band房mix）（監） - at17 - 黑羊（編、監） | - at17 - 始終一天（監） - 王菲 - 英雄（編） - 梅艷芳、譚詠麟 - 路人甲乙（編） - 彭羚 - 今生不再（編、監） - 黃耀明、張國榮 - 這麼遠 那麼近（編、監） - 黃耀明、張國榮 - 夜有所夢（曲、編、監） - 葉蒨文 - 最難唱的情歌（編、監） - 謝霆鋒 - 了結他（編） |

### 2003年
| | |
| - at17 - 女扮男生（監） - at17 - 成人禮（編、監） - at17 - 畫你（編、監） - at17 - Lost In L.A.（編、監） - at17 - 日以繼夜（監） - at17 - 正教育（曲、編、監） - 何韻詩 - 鬼（編、監） - 黃耀明 - 窮風流（曲、編、監） - 黃耀明 - 下落不明（監） | - 黃耀明 - 我的二十世紀（監） - 黃耀明 - 攞命舞（監） - 黃耀明 - 美得淒涼（監） - 黃耀明 - Mon Chocolat（曲、編、監） - 黃耀明 - 黑房（編、監） - 黃耀明 - 明日天涯（監） - 楊千嬅 - 龍爭虎鬥（編、監） - 楊千嬅 - 魂斷威尼斯（編、監） |

### 2004年
| | |
| - 拜金小姐 - 波麗露露（曲、編） - 拜金小姐 - 小鳥探戈（編） - 拜金小姐 - 哥哥妹妹百貨公司（曲、編） - 拜金小姐 - 清晨音樂（編） - 拜金小姐 - 一種簡單的輝煌（曲、編） - 拜金小姐 - 快樂人生（曲、編） - 拜金小姐 - 人生歌王（曲、編） - 拜金小姐 - 哈啦全年無休（曲） | - 拜金小姐 - 那感覺是微風（編） - 拜金小姐 - 寫給這個下午（編） - 拜金小姐 - 黑馬妞子（曲） - 梅艷芳 - 不惑（編） - 黃耀明 - 畫出彩虹（編、監） - 黃耀明 - 明日之歌（編、監） - 黃耀明 - 他的一生（編） - 楊千嬅 - 偷吻杜魯福（監） |

### 2005年
| | |
| - at17 - 青春（編、監） - at17 - 良夜（編、監） - at17 - 衝衝衝（監） - at17 - 變變變（監） - at17 - 相見好（編、監） - at17 - 女扮男生（國）（監） - 何韻詩 - 化蝶（Live Piano Version）（編） - 何韻詩 - 做好準備（編） - 何韻詩 - 樓台會（編） - 何韻詩 - 化蝶（編） - 何韻詩 - 圓滿（編、監） - 拜金小姐 - 青春驪歌（曲、編） | - 拜金小姐 - 玉樓春（曲、編） - 拜金小姐 - 點絳唇（編） - 拜金小姐 - 拜金國際俱樂部啦啦隊之歌（太陽系專用）（曲、編） - 拜金小姐 - 蝶戀花（曲、編） - 拜金小姐 - 那年夏天 寧靜的海（編） - 拜金小姐 - 直到世界末日（編） - 拜金小姐 - 一座千年的妖精旅店（曲、編） - 拜金小姐 - 週末噴水池鎮暴部隊之歌（曲、編） - 拜金小姐 - 似仙遊（曲、編） - 陳文媛 - 下個密碼（編、監） - 達明一派 - 假大空（編、監） |

### 2006年
|                                                             |                               |
| - at17 - 我們的序幕（編、監） - 何韻詩 - 夜半敲門（編、監） | - 何韻詩 - 夜半開門（編、監） |

### 2007年
|                                                                     |                         |
| - 何韻詩 - 光明會（Lee Duen Han Mix）（編） - 何韻詩 - 大紅袍（編） | - 黃耀明 - 20（編、監） |

### 2008年
|                                                                                                   |                                                                                       |
| - at17 - 馬雅民歌（監） - at17 - 101727（編、監） - 何韻詩 - 萬花筒（編） - 容祖兒 - 二人浴（編） | - 湯駿業 - 時時刻刻（監） - 鄭秀文 - 捉迷藏（粵）（編） - 鄭秀文 - 捉迷藏（國）（編） |

### 2009年
|                                                             |                         |
| - at17 - 快樂很我們（編、監） - at17 - 我們很快樂（編、監） | - at17 - 安樂（編、監） |

### 2010年
|                                                       |                                     |
| - 張信哲 - 愛不危險（編） - 湯駿業 - 推銷員之死（詞） | - 盧凱彤 - Summer Of Love（編、監） |

### 2011年
| | |
| - 容祖兒 - 垂涎（編） - 湯駿業 - 從此喜歡喝咖啡（編、監） - 湯駿業 - 了（編、監） - 湯駿業 - 安息（編、監） - 湯駿業 - 萬念（編、監） - 湯駿業 - 築地哈林（監） | - 黃耀明 - 第二次青春（曲、編、監） - 黃耀明 - 汕尾以南（監） - 黃耀明 - 下流（監） - 黃耀明 - 拂了一身還滿（編、監） - 黃耀明 - 最大的宮殿（大紫禁城 I）（監） - 黃耀明 - 切爾西的女孩（監） |

### 2012年
|                           |  |
| - 盧凱彤 - 子彈（編、監） |  |

### 2014年
|                                                                              |                                                     |
| - Shine - 街口有落（編、監） - 顏培珊 - 早班火車（監） - 顏培珊 - 冷雨（監） | - 顏培珊 - 香港慢遊（監） - 顏培珊 - 點點對點（監） |

### 2015年
|                              |  |
| - 盧 敏 - 喜歡更多（編、監） |  |

### 2016年
|                                                                   |  |
| - 日月系 - 因為一個人（編、監） - 徐天佑 - 史上最遠離家出走（編） |  |

### 2018年
|                        |                               |
| - Dear Jane - 壞（監） | - 張紋嘉 - 老．情歌（編、監） |

### 2019年
|                                   |  |
| - 許靖韻 - Improper（曲、編、監） |  |

### 2020年
|                                                               |                                                           |
| - 小塵埃 - 給塵（監） - 達明一派 - 今天世上所有地方（編、監） | - 盧巧音 - 旁觀他人之痛（監） - 吳青峰 - 費洛蒙小姐（編） |

### 2021年
|                             |  |
| - 馮曦妤 - 難忘您（編、監） |  |

### 2022年
|                               |                             |
| - 黃劍文 - 人間飄浮（編、監） | - 黃耀明 - 誇啦啦（編、監） |

### 2023年
|                           |  |
| - 何韻詩 - 威廉（編、監） |  |

### 2024年
|                                                                                               |                                                                                  |
| - 何韻詩 - 本世紀最怪（編、監） - mue - signals（監） - 張蔓姿 - 我們 Crying in Bed（編、監） | - 張蔓姿 Feat. 范曉萱 - Crying in Bed（編、監） - Jan Curious - 骨灰級情人（監） |

## 歌曲
- 《淺草妖姬》「音樂永續」作品，翻唱周啟生歌曲
- 《小峽穀之1234》「音樂永續」作品，翻唱薛凱琪歌曲

## 拜金小姐的專輯
- 《拜金小姐2004》
- 《拜金小姐2005》

## 訪問
- 李端嫻.如何成為多功能婦女？ （页面存档备份，存于）[EB/OL].菇武門 Podcast Ep.90,(2021-09-02) [2021-09-12].

## 外部連結
- 人山人海 （页面存档备份，存于）
- 關於青山大樂隊